# Cubitus illustre ses ancêtres
Cubitus illustre ses ancêtres est le 2e tome de la série de bande dessinée Cubitus, créée par Dupa. Paru en septembre 1977, cet album contient 48 pages, illustrant chacune un gag différent,.

## Liste des gags
Entrée des arts tristes (avec Cubitus, Sémaphore) (gag n° 315) ; 
C'est le premier bas qui goutte (avec Cubitus, Sémaphore) (gag n° 316) ; 
Ma caverne au Canada (avec Cubitus, Sémaphore) (gag n° 317) ; 
La pire amibe qui soit (avec Cubitus) ;
Hercule story (avec Cubitus) (gag n° 319) ; 
Cubitus le Gaulois (avec Cubitus, Sémaphore) ; 
Vive la région ! (avec Cubitus, Sémaphore) ; 
Clovis aboie  (avec Cubitus, Sémaphore, Sénéchal) (gag n° 322) ;
Au lit, fans ! (avec Cubitus) (gag n° 323) ; 
Métacarpe et métafarce (avec Cubitus, Sénéchal) (gag n° 324) ; 
J'irai revoir ma Normandie (avec Cubitus, Sémaphore) (gag n° 325) ; 
Du Guesclin d'œil (avec Cubitus, Sémaphore) (gag n° 326) ; 
Pan ! Pan ! T'es Maure (avec Cubitus) (gag n° 328) ; 
Il se marre, Tell ! (avec Cubitus, Sénéchal) (gag n° 329); 
Joli cas, non ? (avec Cubitus, Sénéchal) (gag n° 330);  
Entre Pise, Cubitus ! (avec Cubitus, Sénéchal, Sémaphore) (gag n° 331); 
Averdissement - extrait de rôle (Cubitus, Sémaphore) (gag n° 327) ;
Léonard devint siphonné (avec Cubitus, Sénéchal, Sémaphore) (gag n° 333);   